# Panaxia crocea
Panaxia crocea är en fjärilsart som beskrevs av O.Schbultz. 1900. Panaxia crocea ingår i släktet Panaxia och familjen björnspinnare. Inga underarter finns listade i Catalogue of Life.